# Martin Salmon
Martin Alexander Salmon (Germersheim, 29 oktober 1997) is een Duits voormalig baan- en wegwielrenner.

## Carrière
Van 2017 tot 2019 reed Salmon voor Development Team Sunweb. Nadat hij in 2019 al stage had gelopen bij Team Sunweb maakte hij in 2020 de overstap naar de UCI World Tour ploeg.

## Palmares

### Wegwielrennen
2015
2e etappe GP Général Patton
2019
Bergklassement Ronde van Slowakije
2020
Bergklassement Ronde van de Limousin

## Resultaten in voornaamste wedstrijden
| Jaar | Ronde van Italië | Ronde van Frankrijk | Ronde van Spanje |
| ---- | ---------------- | ------------------- | ---------------- |
| 2020 |                  |                     | opgave           |

| Jaar | Parijs-Tours |
| ---- | ------------ |
| 2020 | opgave       |

### Baanwielrennen
2019
 Duits kampioenschap puntenkoers

## Ploegen
- 2017 –  Development Team Sunweb
- 2018 –  Development Team Sunweb
- 2019 –  Development Team Sunweb
- 2019 –  Team Sunweb (stagiair vanaf 1-8)
- 2020 –  Team Sunweb
- 2021 –  Team DSM

Bétouigt-Suire · Eekhoff · Gall · Goos · Gressier · Kanter · Mobach · Nieuwenhuis · Rohde · Salmon · Stork · Zepuntke
Eekhoff · Gall · Heinschke · Hirschi · Kanter · Märkl · Mobach · Nieuwenhuis · Salmon · Stork · Tu · Vanoverberghe
Arndt · Bakelants ·  Bol · Curvers · Dumoulin · Fröhlinger · Haga · Hamilton · Hindley · Hirschi · Kämna · Kanter · Kelderman · A. Kragh Andersen · S. Kragh Andersen · Matthews · Nieuwenhuis · Oomen · Pedersen · Power · Roche · Storer · Stork · Tusveld · Vervaeke · Walscheid · Eekhoff (stagiair) · Kooistra (stagiair) · Salmon (stagiair)
Arensman (vanaf 1 juli) · Arndt · Benoot · Bol · Dainese · Denz · Donovan · Eekhoff · Gall · Haga · Hamilton · Hindley · Hirschi · Kanter · Kelderman · A. Kragh Andersen · S. Kragh Andersen · Matthews · Nieuwenhuis · Oomen · Pedersen · Power · Roche · Salmon · Storer · Stork · Sütterlin · Tusveld · Van Wilder · Vermaerke (stagiair)
Arensman · Arndt · Bardet · Benoot · Bol · Brenner · Combaud · Dainese · Denz · Donovan · Eekhoff · Gall · Haga · Hamilton · Hindley · Kanter · A. Kragh Andersen · S. Kragh Andersen · Leknessund · Markl · Nieuwenhuis · Pedersen · Roche · Salmon · Storer · Stork · Sütterlin · Tusveld · Vermaerke · Van Wilder